# ریگ‌آباد (ساردوئیه)
ریگ‌آباد یک روستا در ایران است که در دهستان دلفارد شهرستان جیرفت واقع شده‌است.